# Ricardo Clark
Ricardo Anthony Clark (* 10. Februar 1983 in Atlanta, Georgia) ist ein US-amerikanischer Fußballspieler auf der Position eines Mittelfeldspielers.

## Karriere

### Jugend und Amateurfußball
Clark begann seine aktive Karriere als Fußballspieler bei AFC Lightning und wechselte später an die St. Pius X Catholic High School, eine High School des Erzbistums Atlanta im DeKalb County in Georgia. An der High School konnte er einige Erfolge feiern, wie zum Beispiel die Wahl zum Georgia State Player of the Year 2001 oder auch den Gewinn des Meistertitels 1999 und 2001.
Im Jahre 2001 wechselte er an die Furman University in Greenville, South Carolina. In seinem ersten Jahr kam er auf 14 Einsätze und eine Torvorlage; jedoch konnte er aufgrund einer Verletzung nicht die gesamte Saison durchspielen. Das darauf folgende Jahr lief wesentlich besser. 2002 gewann er mit der Fußballmannschaft an der Universität die Meisterschaft und wurde wegen seiner guten Leistungen unter anderem ins NSCAA First Team All-American sowie ins All-Southern Conference First Team gewählt. In dieser Saison erzielte er drei Tore und gab ebenso viele Torvorlagen.
In seinem Sophomore-Jahr unterzeichnete Clark einen Project-40-Vertrag und kam so in den MLS SuperDraft 2003.

### Vereinskarriere

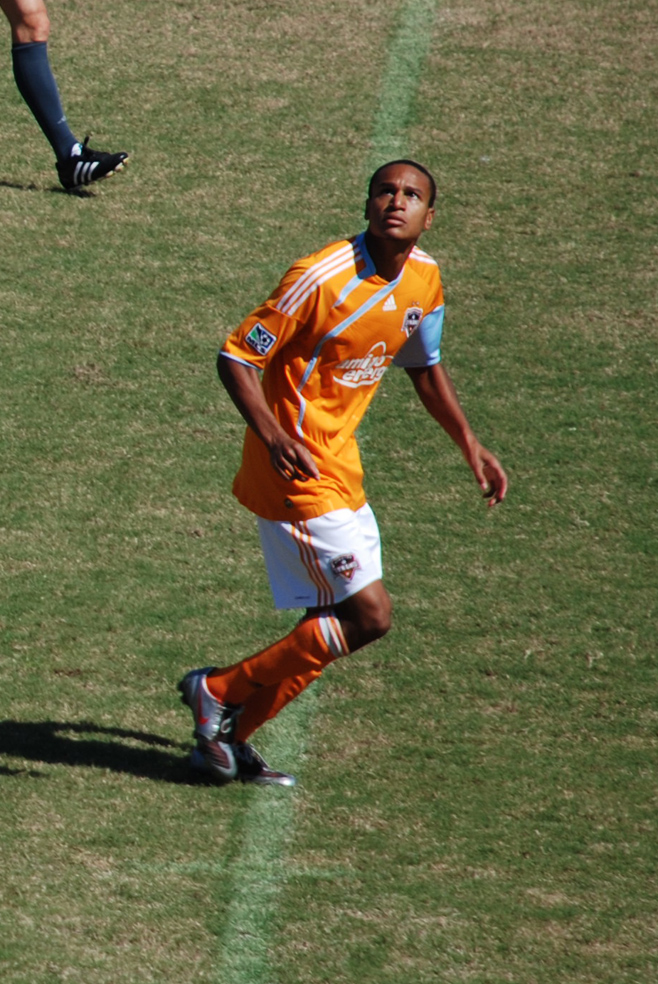
Ricardo Clark im Oktober 2009

Clarks Profikarriere begann, als er als 2. Pick in der ersten Runde des SuperDrafts 2003 zu den MetroStars gedraftet wurde. Bereits in seinem ersten Profijahr kam er zu 28 Ligaeinsätzen, von denen er bei 27 in der Startaufstellung stand. In dieser Saison verzeichnete er eine Torvorlage und drei Treffer, wobei er sein erstes Tor am 26. August in der Partie gegen Chicago Fire erzielte. Sein Debüt gab er bereits am 12. April im Spiel gegen die Columbus Crew, in dem er die vollen 90 Minuten auf dem Platz stand. Mit der Mannschaft kam er am Ende der Saison ins Finale des Lamar Hunt U.S. Open Cup 2003. Weiters war Clark in dieser Saison in der Schlussauswahl für den MLS Rookie of the Year Award, musste sich aber am Ende Damani Ralph von Chicago Fire geschlagen geben. In der Saison 2004 war Clark in 26 Meisterschaftspartien im Einsatz und kam dabei auf ein Tor und eine Vorlage.
Noch vor der Saison 2005 wechselte Clark für eine Allocation (bestimmter Geldbetrag, der an einen Verein bezahlt wird, um dafür einen Spieler des jeweiligen Vereins beim eigenen Klub unter Vertrag zu stellen) zu den San José Earthquakes. In seiner einzigen Saison bei den Quakes kam er in 30 Spielen zum Einsatz, erzielte dabei drei Tore und gab zwei Vorlagen. Beim Klub aus San José bildete er zusammen mit Dwayne De Rosario ein starkes und spielfreudiges Duo. Im Dezember 2005 reiste Clark nach Spanien, wo er mit den Spielern des damaligen Zweitligisten Real Valladolid mittrainierte.
Nach dem Umzug des Vereines nach Houston und dem zuvor bekommenen MLS Supporters’ Shield wechselte Clark und der Rest der Mannschaft zum neu gegründeten Houston Dynamo. In der Saison 2006 startete er in 31 von insgesamt 32 Partien, wobei er auf eine Bilanz von zwei Treffern und drei Vorlagen kam und mit der Mannschaft die Meisterschaft nach dem Sieg im letzten Spiel, dem MLS Cup, gewann. In dieser Saison machte er zum ersten Mal durch seine teils aggressive Spielweise auf sich aufmerksam. Negativer Höhepunkt aus Clarks Sicht war in diesem Fall der Platzverweis, den er am 26. August bei der 2:3-Niederlage gegen die CD Chivas USA bekam. Die darauf folgende Saison verlief zum Teil ähnlich wie die vorhergegangene, nur mit einem Unterschied, dass Clark in weniger Ligaspielen auf dem Platz stand, da er vermehrt zu Einsätzen im A-Nationalteam der USA kam.
Sein aggressives Verhalten besserte sich auch in der Saison 2007 nicht, was am 30. September 2007 ausartete. Bei einem Gedränge im Strafraum nach einem Eckstoß in der 89. Spielminute im Match gegen den FC Dallas, sprang der Dallas-Spieler Carlos Ruiz in Richtung Ball, da er diesen klären wollte. Dabei fiel er auf Clark, der sofort aufstand und einen Tritt in Richtung des Kopfes seines am Boden liegenden Kontrahenten ausübte. Der Tritt verfehlte Ruíz’ Kopf nur knapp und traf dessen Schulter. In weiterer Folge wurde Clark sofort vom Platz gewiesen. Am 4. Oktober wurde Clark von der Kommission der Major League Soccer für neun Ligaspiele gesperrt und musste eine Strafe von 10.000 US-Dollar bezahlen. Bei seinen 19 Einsätzen in dieser Saison schoss Clark zwei Tore und kam erneut auf drei Torvorlagen.
Zur Saison 2008 war Clark in 25 Meisterschaftsspielen im Einsatz, schoss dabei zwei Tore und gab eine Torvorlage. In der nordamerikanischen SuperLiga 2008 war Clark in jedem Spiel aktiv und erreichte mit Houston das Finale, in dem man nach Elfmeterschießen New England Revolution unterlag. In der Saison 2009 spielte Clark in 22 Meisterschaftspartien, wobei er einen Treffer erzielte und einen vorbereitete.
Nach Ablauf seines Vertrags mit der MLS wechselte Clark am 19. Januar 2010 ablösefrei in die deutsche Bundesliga zu Eintracht Frankfurt, bei der er einen Vertrag bis zum Ende der Saison 2009/10 unterschrieb. Sein erstes Pflichtspiel für die Frankfurter Eintracht absolvierte er am 25. April 2010 im Rhein-Main Derby gegen den 1. FSV Mainz 05 (3:3). Sein Vertrag wurde dann bis Mitte 2013 verlängert. Jedoch konnte er sich nicht als Stammspieler durchsetzen. Im Sommer 2011 stieg er mit der Eintracht in die 2. Bundesliga ab. Auch dort kam er in der Hinrunde 2011/12 nur zu einem Einsatz.
In der Rückrunde wurde Clark für ein halbes Jahr an den norwegischen Erstligisten Stabæk Fotball verliehen. Nach seiner Rückkehr nach Frankfurt wurde sein Vertrag zum 30. Juli 2012 in beidseitigem Einverständnis aufgelöst.
Im August 2012 kehrte Clark zu Houston Dynamo zurück. Am 2. Februar 2018 wechselte er ligaintern zu Columbus Crew.

### International
Clark sammelte bereits Erfahrungen in verschiedenen Jugendauswahlen der Vereinigten Staaten. So kam er zum Beispiel zu fünf Einsätzen für die US-amerikanische U-20-Auswahl, für die er auch an der Junioren-WM 2003 in Saudi-Arabien teilnahm. Sein Debüt in der A-Nationalmannschaft gab er am 12. Oktober 2005 im Spiel gegen Panama. Zu seinem ersten und bisher auch einzigen Länderspieltreffer kam Clark am 2. Juli 2007 im Match gegen Paraguay in der Copa América 2007. Zu seinen Einsätzen kam er auch in den Qualifikationsspielen zur WM 2010 gegen Trinidad und Tobago und Guatemala. Außerdem nahm Clark am FIFA-Konföderationen-Pokal 2009 teil, wo er bereits im ersten Spiel gegen Italien wegen eines schweren Fouls an Gennaro Gattuso mit einer roten Karte vom Platz geschickt wurde. Am Ende schafften es die US-Amerikaner bis ins Finale des Konföderationen-Pokals, wo sie der brasilianischen Nationalmannschaft mit 2:3 knapp unterlagen, nachdem sie zuvor mit 2:0 geführt hatten.
Nachdem er zuvor im vorläufigen 30-Mann-Kader der Vereinigten Staaten für die Fußball-Weltmeisterschaft 2010 stand, wurde Clark am 26. Mai 2010 von Nationaltrainer Bob Bradley in den finalen 23-Mann-Kader der USA berufen und nahm an der Weltmeisterschaft in Südafrika teil.

## Erfolge

### College
- Georgia State Player of the Year: 2001
- NSCAA First Team All-American: 2002
- All-Southern Conference First Team: 2002

### Profi
- 1× Lamar-Hunt-U.S.-Open-Cup-Finalist: 2003 (MetroStars)
- 1× MLS Supporters’ Shield: 2005 (San José Earthquakes)
- 2× MLS Cup: 2006, 2007 (Houston Dynamo)

### International
- 1× FIFA-Konföderationen-Pokal-Finalist: 2009

## Privates
Seit 2007 ist Ricardo Clark mit seiner Frau Martha verheiratet. Zusammen haben sie einen Sohn.
Clarks Vater, Lancelot, stammt aus Trinidad und Tobago und war ebenfalls begeisterter Fußballspieler an der Polytechnic University of New York in den Jahren 1977 bis 1978. Richonne Clark, Ricardos älterer Bruder, spielte auch College-Fußball, als er die Clayton State University in Morrow besuchte.